# Косьювомське сільське поселення
Косьюво́мське сільське поселення (рос. Косьювомское сельское поселение) — муніципальне утворення у складі Інтинського міського округу Республіки Комі, Росія. Адміністративний центр — село Косьювом.

## Населення
Населення — 201 особа (2010; 361 у 2002, 439 у 1989).

## Склад
До складу поселення входять такі населені пункти:
| Населений пункт  | Населення, осіб (1989) | Населення, осіб (2002) | Населення, осіб (2010) |
| ---------------- | ---------------------- | ---------------------- | ---------------------- |
| Косьювом, село   | 302                    | 250                    | 176                    |
| Кочмес, селище   | 98                     | 74                     | -                      |
| Ягйоль, присілок | 39                     | 37                     | 25                     |